# Kvarnbäcken (Moälven)

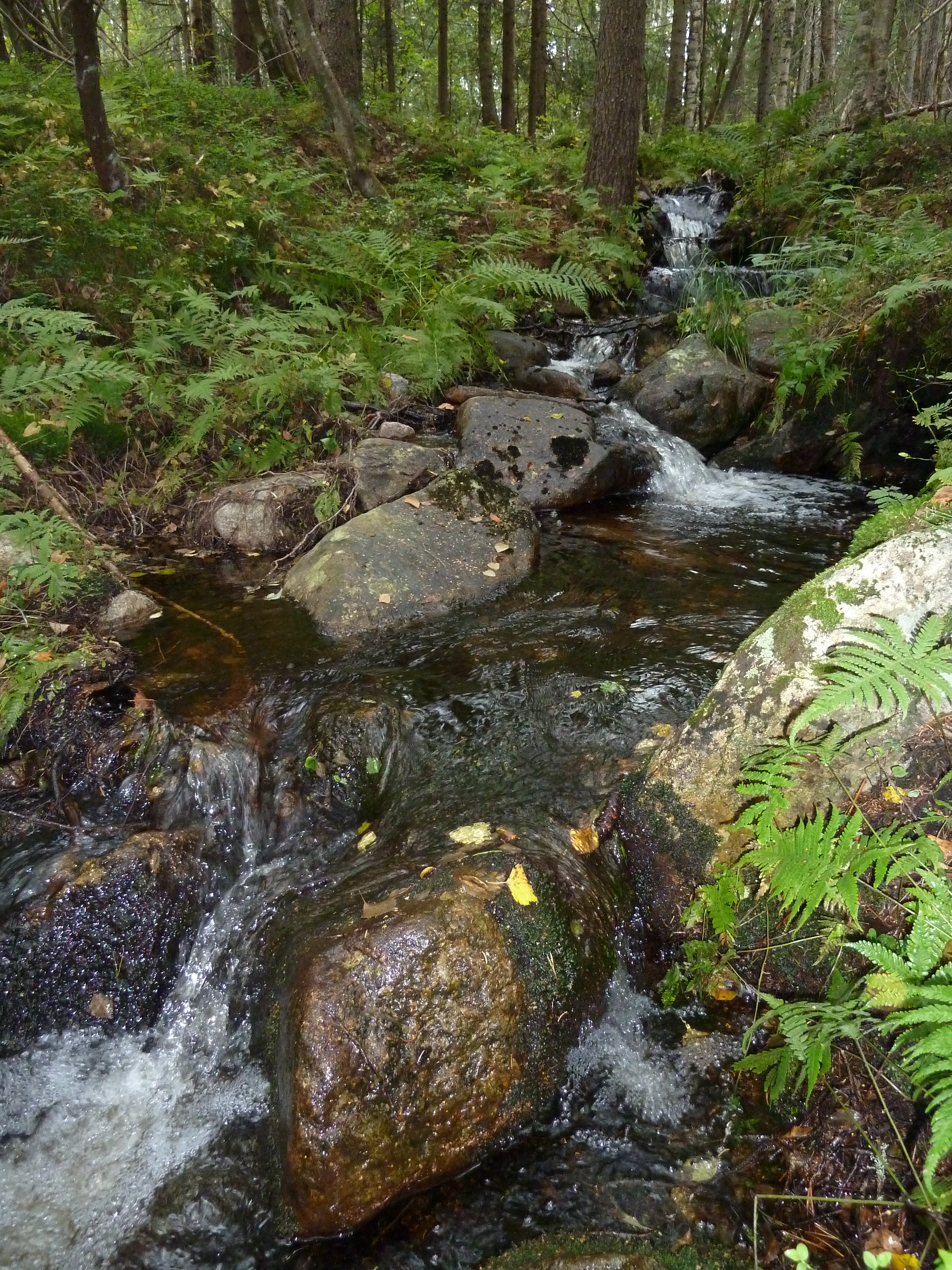
Der Kvarnbäcken

Der Kvarnbäcken (Deutsch Mühlbach) ist ein etwa zwei Kilometer langer Bach in der schwedischen Gemeinde Örnsköldsvik, der im Svarttjärnen entspringt. Aus dem Svarttjärnen bekam die Ångbryggeri Aktiebolag i Själevad, eine Brauerei, ihr Wasser. Am Ablauf aus dem See befindet sich ein kleines Wehr. Der Bach fließt den Mycklingsberget hinunter nach Själevad, kurz hinter dem Mycklingstjärnen in Själevad mündet der Kvarnbäcken westlich der Själevads kyrka in die Själevadsfjärden.